# Canoe Nunatak
Canoe Nunatak är en nunatak i Antarktis. Den ligger i Östantarktis. Nya Zeeland gör anspråk på området. Toppen på Canoe Nunatak är 1 417 meter över havet.
Terrängen runt Canoe Nunatak är huvudsakligen kuperad, men åt sydost är den bergig. Trakten är obefolkad. Det finns inga samhällen i närheten.